# Christian Rubeck
Christian Rubeck (Moss, 1980) is een Noors acteur. Hij speelde de rol van Kolbein Lauring in de film Max Manus.

## Filmografie
- Millions (2004)
- Hawking (2004)
- Einstein's Big Idea (2005)
- The Girl in the Café (2005)
- The Search for the Northwest Passage (2005)
- Marple: A Murder Is Announced (2005)
- Reprise (2006)
- Max Manus (2008)
- SOS: Summer of Suspense (2008)
- Varg Veum: Woman in the Fridge (2008)
- Rottenetter (2009)
- En helt vanlig dag på jobben (2010)
- Hjelp, vi er i filmbransjen! (2011)
- Hansel and Gretel: Witch Hunters (2013)
- What Happened to Monday (2017)
- Swimming with Men (2018)
- Amundsen (2019)
- I onde dager (2021)

## Televisieseries
- Nova (2005)
- Hotel Babylon (2006)
- Nattsøsteren (2007)
- Det tredje øyet (2014)
- Kampen for tilværelsen (2014)
- Kampen om tungtvannet (2015)
- The Interceptor (2015)
- Nobel (2016)
- Genius (2017)
- Doctor Who (2018)
- Mellem os (2019)
- Then you run (2020)